# Pomnik Chrystusa Króla w Małej
Pomnik Chrystusa Króla w Małej – pomnik w miejscowości Mała w województwie podkarpackim. Jego autorem jest pochodzący z Małej Wojciech Durek. Mógł być wzorowany na słynnej statui z Rio de Janeiro. Ma wysokość 17,5 m, a jego rozpiętość ramion to 8 metrów. Ukończenie budowy miało miejsce w 1937 roku. Podczas II wojny światowej został nieznacznie zniszczony przez strzelających do niego żołnierzy niemieckich. Gruntowny remont został przeprowadzony w 2002 roku. W 2007 roku figura wygrała plebiscyt „Siedem cudów Podkarpacia”.